# 金承艺
金承艺（1926年—1996年），爱新觉罗氏，近代史、汉学、政治学学者，曾為時任中央研究院院長的胡适的私人助理、《自由中国》编委、澳洲墨尔本大学高级讲师等职。

## 生平
金承艺于1926年生于北京，其先祖为清太祖努尔哈赤嫡长孙杜度。家中有胞兄金承藻、胞弟金承涛，在北京时期曾与李连英的后人颇为熟识。1945年，金承艺考入北京大学政治学系，后入“中法汉学研究所”攻读研究生。在这期间，金承艺开始专注近代史、汉学、政治学研究。此外，他还爱好书法，其书法作品曾获胡适赞扬。1948年赴臺灣后，金承艺历任《自由中国》半月刊编委、淡江文理学院讲师、台北中研院近史所助理研究员。任职《自由中国》期间，他曾为歌曲《我是自由中國的戰士》填词。
自1957年7月起，《自由中国》开始发表社论对国民党政府一党独大进行抨击。刊物创始人之一的雷震经多方奔走于1960年组成一个反对党——中国民主党，随即遭受打击，雷震等人被逮捕入狱，《自由中国》遭到了被停刊的命运，金承艺等人也面临失业。后经中央研究院院長胡适的邀请，以私人出资的方式聘请金承艺担任其私人助理，月薪一千元，负责管理、打印胡适即将出版的文件。1962年，金承艺因言“讓金門成為兩岸之間的商業交易站”遭到忌讳而避居澳洲。台湾作家李敖曾对此评论道，「當年《自由中國》的英雄，我們今天看到還剩幾個了？我現在只承認一個——胡虛一。他還在作戰。其他的像聶華苓跑到美國去了，金承藝跑到澳洲去了，傅正在和稀泥了，夏道平老得不能動了……」。此后，他在墨尔本大学东亚研究系担任高级讲师。1996年，金承艺病逝于墨尔本。

## 学术风格
金承艺的学术风格颇重考据，研究方向倾向于政治史、宫廷史，尤其着力于雍正帝继位合法性方面的研究。在雍正帝继位的问题上，金承艺主张康熙帝本欲传位于十四子胤禵，却被雍亲王胤禛联合隆科多、年羹尧内外两大势力，通过封锁消息、毁灭证据等手段夺位成功。金承艺更着眼于胤禵的本名“胤祯”、雍正帝自身言论前后矛盾频出等突破口，对雍正帝继位的正当性以及雍正帝本名是否为“胤禛”提出进一步质疑。

## 著作
金承艺的著作以学术论文为主，主要发表在台湾《中研院近代史研究所集刊》、《故宫季刊》、《汉学研究》和《满族文化》等刊物上，所以在大陆不易得见。直至2010年，经孟繁之多年整理，胞弟金承涛授权，将金承艺的清史论文编为《清朝帝位之争史事考》一书，由中华书局出版。

- 论文、杂文
  - 《讓胡適牽著鼻子走是好漢嗎？》[12]
  - 《羅爾綱「師門五年記」》[13]
  - 《接受過去兩次庚子年的教訓》[14]
  - 《奕訢受封恭親王始末》[15]
  - 《關於同治帝遺詔立戴澍為帝一事的辨正》[16]
  - 《慈禧太后的家族》[17]
  - 《從「永憲錄」來討論年羹堯的年歲》[18]
  - 《從「胤珄」 問題看清世宗奪位》[19]
  - 《胤禎 : 一個帝夢成空的皇子》[20]
  - 《胤禎非清世宗本來名諱的探討》[21]
  - 等

- 论文合集
  - 《清朝帝位之争史事考》[22]